# Neaufles-Auvergny
Neaufles-Auvergny è un comune francese di 448 abitanti situato nel dipartimento dell'Eure nella regione della Normandia.

## Società

### Evoluzione demografica
Abitanti censiti

## Storia
Auvergny, con numerose terre intorno, faceva parte delle terre tenute in feudo da un ramo della famiglia d'Espinay Saint-Luc e ha visto la nascita di molti di loro (il più antico trovato nei registri é Philippe d'Espinay, battezzato ad Auvergny il 14 gennaio 1618, che fu signore d'Auvergny dopo suo padre Pierre).
Nel 1965, Auvergny fu accorpato con Neaufles, formando il comune di  Neaufles-sur-Risle prima che quest'ultimo fosse ribattezzato Neaufles-Auvergny nel 1967.